# Anisosepalum alboviolaceum
Anisosepalum alboviolaceum là một loài thực vật có hoa trong họ Ô rô. Loài này được (Benoist) E.Hossain mô tả khoa học đầu tiên năm 1972.